# كارمي تشاكون
كارمي تشاكون (بالإسبانية: Carme Chacón Piqueras)‏ محامية حقوقية وسياسية إسبانية، وُلدت في إيسبلوغاس دي يوبريغات في برشلونة في 13 مارس عام 1971. شغلت تشاكون منصب وزيرة الإسكان في إسبانيا في الفترة من يونيو 2007 وحتى أبريل 2008. كما أصبحت أول وزيرة دفاع في إسبانيا في حكومة خوسيه لويس ثباتيرو حتى شهر ديسمبر 2011. وقد واجه تعيينها على رأس قطاع الدفاع موجة من الانتقادات، بسبب حملها في الشهر السابع.

## تعليمها وحياتها المبكرة
ولدت كارم تشاكون في إيسبلوغاس دي يوبريغات في كتالونيا، في منطقة Baix يوبريغات. حصلت على درجة البكالوريوس في القانون من جامعة برشلونة، وأجرت دراساتها العليا في كلية أوسغود هول للحقوق، وجامعة كينغستون وجامعة لافال. بالإضافة إلى ذلك، عملت كمحاضرة في القانون الدستوري بجامعة جيرونا بين عامي 1994 و2004.

## حياتها السياسية
كانت تشاكون عضواً في حزب كاتالونيا الاشتراكي وحزب العمال الاشتراكي الاسباني منذ عام 1994م. وفي عام 2000م اُنتخبت عضو في حزب العمال الاشتراكي البرلماني لبرشلونة ومن ثمَ نائبة لرئيس مجلس النواب الاسباني.
ثم عينت بعد ذلك وزيرة للإسكان بعد ماريا أنتونيا ترخيلو، قبل ان تصبح تشاكون وزيرة الدفاع في أبريل 2008

### عضو في البرلمان
بدأت تشاكون مسيرتها البرلمانية بعد الانتخابات العامة في عام 2000م عندما فازت بمقعد لولاية برشلونة مما أدى بعد ذلك إلى انتخابها في مختلف الهيئات التشريعية.

### وزيرة للإسكان
بينما كارمي حلت محل انتونيو تروجيلو كوزيرة للإسكان. كان عليها مواجهة ازمات العقار بينما كانت هي المسؤولة بالفعل.

### وزيرة للدفاع

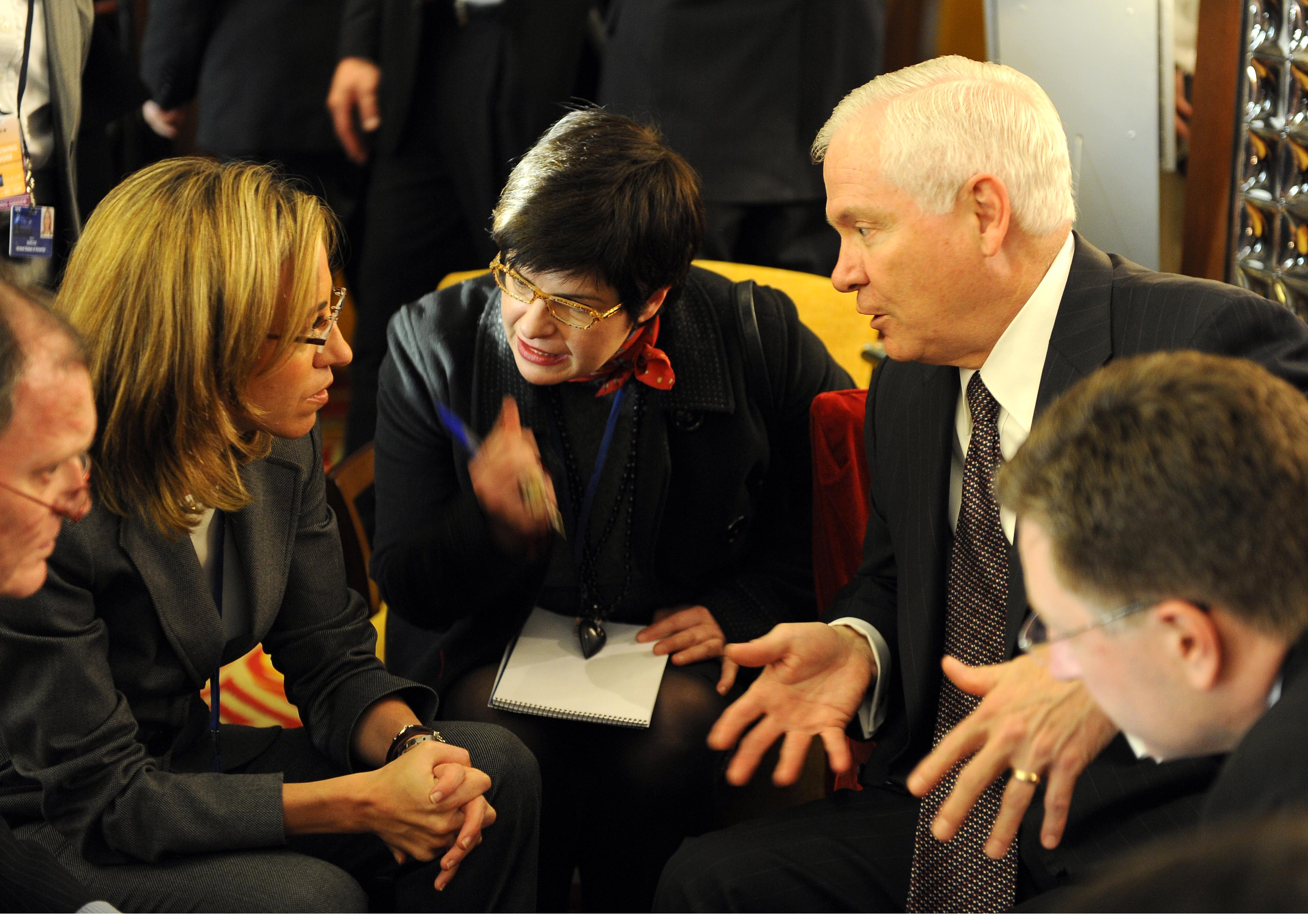
وزيرة الدفاع الإسباني كارمي تشاكون ووزير الدفاع روبرت غيتس يناقشان قضايا الدفاع خلال مؤتمر بودابست للناتو (Budapest NATO) في بودابست (المجر، في 9 أكتوبر 2008).

الرابعة عشر من أبريل عام 2008م، سُميت تشاكون وزيرة للدفاع. أصبحت أول وزيرة للدفاع في اسبانيا، اضافاً إلى انها كانت في الشهر السابع من حملها، ولذلك تعتبر خطوة كبيرة من قِبل الصحافة. عندما ولدت تشاكون، تولي وزير الداخلية الفيردو بيريز روبالكبا مؤقتاً محفظة الدفاع. اختارت العيش في مقر الوزارة التي لديها حضانة خاصة بها لكي لا تضيع وقتها في الانتقال بين منزلها ومقر عملها. تشير نتائج الدراسات الاستقصائية التي اُجريت في ذلك العام على انها أكثر الوزيرات تأثيراً في مجلس الوزراء.
في عام 2009م أعلنت كارم الانسحاب المثير للجدل من القوات الاسبانية التي تم تحديدها في كوسوفو بسبب إعلان الاستقلال الذي لا يمكن التعرف عليه للبلاد. وعلى الرغم من المعارضة القوية لحكومة الاتحاد الأوروبي، اتفقت الحكومة الاسبانية مع حلفاء
الناتو على الانسحاب التدريجي لهذه القوات.
وفي العام ذاته، ومع نمو القرصنة في المياه الصومالية، كان على كارم التعامل مع القبض على أكرانا، وهي سفينة صيد. وبعد مرور عام على ذلك، بررت تسليم قوات جديدة إلى أفغانستان كما أعلنت بوجود أمل في نهاية المطاف. وبعد أشهر، سافرت إلى هايتي لتزيين الجنود الاسبان القتلى اثر تحطم طائرة هليكوبتر وزيارة أولئك الذين تم النشر عنهم بسبب الزلزال

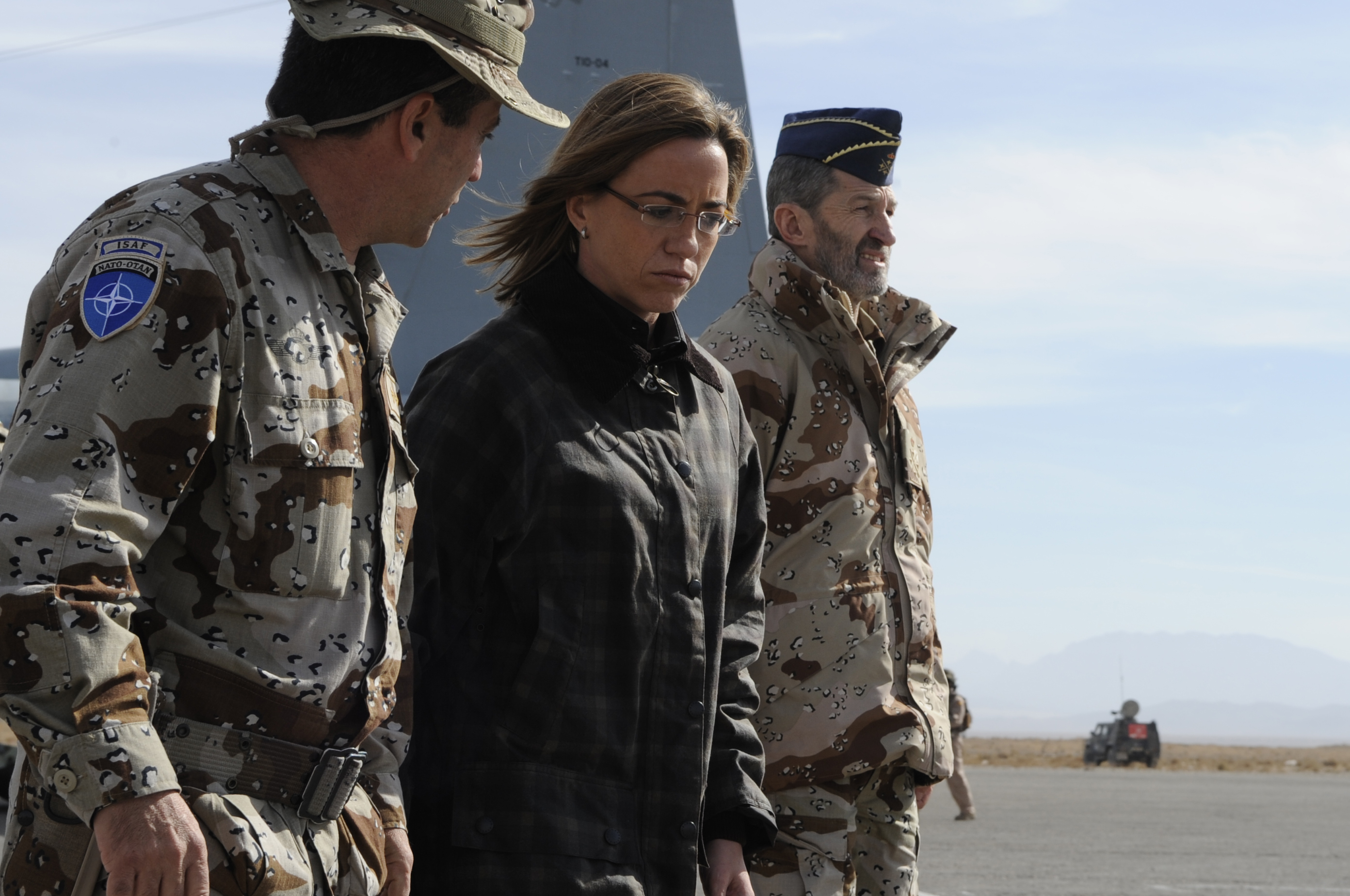
تشاكون في هراة، بأفغانستان سنة 2010

في قمة منظمة حلف شمال الأطلسي في لشبونة عام 2010م، تم ابلاغها بأن القوات المسلحة الإسبانية ستبدأ عملية نقل مقاطعتين أفغانيتين تحت سيطرتها في عام 2011م، أي قبل ثلاث سنوات من الموعد المحدد للتحالف من أجل انسحاب القوات. وكوزيرة، في عام 2010 تم إصدار حالة الطوارئ في البلاد من ديمقراطية أزمة مراقبي الحركة الجوية. كما ترأست اجتماعات وزراء دفاع الاتحاد الأوروبي في حينما كانت تعقد اسبانيا الرئاسة الدورية للإتحاد الأوروبي لمدة ستة أشهر. خلال هذا الوقت، قادت المفاوضات مع الشركة الأوروبية للدفاع الجوي والفضاء يقدّر ب 3.5 مليار يورو (4.7 مليار دولار) كتمويل إضافي لطائرات النقل العسكرية اطلس اير بص A400M. وفي عام 2011م، اعتمد مجلس النواب في البرلمان الإسباني قانونا لحقوق وواجبات الجنود (المعروف أيضا باسم قانون تشاكون). ويسمح هذا القانون للجنود بأن يكون لهم نشاط مشترك وأن ينشئوا لجنة أو مجلس دفاع شخصي كحلقة وصل بين الوزارة والقوات.

### المؤتمر الفيدرالي 38 ل بسو
بعد أن أعلن ثاباتيرو أنه لن يخوض لإنتخابات عام 2012 كان من المتوقع أن تتولى تشاكون قيادة حزبها خلال خريف عام2011 ولكن بعد فشل الانتخابات المحلية في عام 2011 أعلنت أنها تنسحب من السباق. قد أجريت الانتخابات العامة في أوائل نوفمبر 2011
والتي هزمت فيها حكومة زاباتيرو من قبل حزب الشعب. تركت تشاكون منصبها وسلمته إلى وزيرالدفاع الجديد بيدرو مورينيس

في يناير 2012 أعلنت تشاكون عن نيتها في اختيار الأمين العام للمكتب وقالت ان هدفها هو «قيادة مشروع جديد» و«رفع» الحزب ومع ذلك خلال الاحتفال بالمؤتمر الاتحادي الثامن والثلاثين ل بسو خسر تشاكون ضد ألفريدو بيريزروبالكابا 487 إلى 465 صوتاً

## وفاتها
تُوفيت يوم 9 أبريل 2017 في منزلها بالعاصمة الإسبانية مدريد عن عمر ناهز 46 عامًا، وفقًا لما أبلغلته مصادر داخل حزب العمال الاشتراكي الإسباني لوكالة الأنباء الإسبانية. وكانت تشاكون تُعاني من مرض في القلب. وقد أبلغت إحدى صديقاتها هيئة الطوارئ عن وفاتها.

## روابط خارجية
- كارمي تشاكون على موقع مونزينجر (الألمانية)